# Chloropteryx acerces
Chloropteryx acerces là một loài bướm đêm trong họ Geometridae.